# 橫斑溪脂鯉
橫斑溪脂鯉，為輻鰭魚綱脂鯉目脂鯉亞目頂器脂鯉科的其一種，分布於南美洲巴西鑫古河流域，體長可達2.8公分，棲息在底中層水域，生活習性不明。